# Égide d'Assise
Égide d'Assise (en latin : Aegidius) ou Gilles d'Assise, né à Assise vers 1190 et mort à l'ermitage de Monteripido près de Pérouse le 23 avril 1262, est un religieux italien.
Il est le troisième compagnon à suivre saint François d'Assise, après Bernard de Quintavalle et Pietro Cattani (it) ; il est béatifié par l'Église catholique. Saint François l’appelait « le Chevalier de notre Table ronde ».

## Biographie
Égide est un simple fermier d'Assise. En 1208, il rejoint les deux premiers concitoyens déjà devenus les premiers disciples de François et le jour de la fête de saint Georges (23 avril), il est vêtu de l’habit de pauvre. Presque aussitôt, il part avec François pour prêcher dans la Marche d'Ancône.
Il accompagne François à Rome en 1209, lorsque la première règle est approuvée oralement par le pape Innocent III et semble alors avoir reçu la tonsure monastique.
Vers 1212, Égide fait un pèlerinage au tombeau de Saint Jacques à Compostelle, en Espagne.
Peu de temps après son retour à Assise, il part pour Jérusalem, pour vénérer les Lieux Saints, et sur le chemin du retour, il visite le sanctuaires de Saint Michel Archange sur le Mont Gargan et celui de Saint Nicolas à Bari.
Au cours de ces voyages, Égide est toujours soucieux d'obtenir la nourriture et l'abri dont il a besoin grâce à son travail manuel : 
- à Ancône, il fabrique des paniers de roseaux;
- à Brindisi, il transporte de l'eau et aide à enterrer les morts ;
- à Rome, il coupe du bois, utilise la presse et ramasse les dés ;
- Lorsqu'il est invité par le cardinal de Rieti, il insiste pour balayer la maison et nettoyer les couteaux. Fervent observateur des hommes et des événements, Égide acquiert de nombreuses connaissances et expériences précieuses au cours de ces voyages.

Il n'a jamais manqué une occasion de prêcher au peuple. Ses sermons, si on peut les appeler ainsi, sont des entretiens courts et cordiaux, pleins de sagesse familière.
Après quelques années d'activité, Égide est affecté par François d'Assise à l'ermitage de Monteripido, près de Pérouse, où il commence une vie de contemplation et d'extase jusqu'à sa mort en 1262, déjà vénéré comme un saint.

Il est cité par Dante dans la Divine Comédie:
« Oh ignota ricchezza oh ben Ferace !
Scalzasi Egidio, Scalzasi Silvestro
dietro e lo sposo, si la sposa piace. » 

(Dante Alighieri, Divina Commedia, Paradiso, canto XI, vv.82-84)

## Culte
Son culte est confirmé par le pape Pie VI en 1777 et sa fête célébrée le 23 avril :
« À Pérouse, Saint Égide d’Assise, religieux de l’ordre des frères mineurs, qui fut compagnon de saint François et resplendit dans ses pérégrinations par sa foi intrépide et sa merveilleuse simplicité. »

(Martyrologie Romaine)

## Dicta
Égide est étranger à la culture théologique et classique, mais d'une contemplation constante des choses célestes, et de l'amour divin dont il est enflammé, il acquiert cette plénitude de sainte sagesse qui remplit ses contemporains de crainte et qui attire des hommes de toutes conditions, même le pape lui-même, à Pérouse pour entendre la Parole de Vie de la bouche-même d'Égide.
Ses réponses et ses conseils sont mémorisés et transmis puis transcrits, et ainsi un recueil de dicta (autrement dit de dictons populaires) de frère Egide est formé, dicta qui ont souvent été modifiés en latin et traduits dans différentes langues.
Tenus en haute estime par saint Bonaventure, ils sont mentionnés dans les œuvres de nombreux écrivains ultérieurs. Ce sont des conseils populaires courts et concis sur la perfection chrétienne, applicables à toutes les classes.
D'une humanité exquise et d'un trait pittoresque et emprunt d’une grande originalité, les dicta reflètent fidèlement l'esprit franciscain des origines.

## Éditions
- Commencent Les chapitres d'une certaine doctrina & decti notabili du frère Egide troisième compagnon de saint François, imprimés à Florence par Lorenzo Morgiani et Johannes Petri, ca. 1493-1495
- Œuvre la plus importante du bienheureux frère Egide, camarade de sancto Francesco paupercolo, en Vénétie: pour Alexandro di Bandoni, 1506
- Sententiae vere aureae Beati Patris Aegidii Assisinatis omnibus ad christianam perfectionem aspirantibus utilissimae, Bologne: apud Iohannem Rossium, 1585
- Schola seraphica à qua bp Aegidii Assisiatis "Aurea dicta", omnibus ad christianam perfectionem aspirantibus vtilissima exhibentur , (édité par Cornelio Ghirardelli), Bononiae: apud Clementem Ferronium, 1634
- Dicta beati Aegidii assisiensis, sec. codex mss. emendata et denuo édité en PP. Collegii S. Bonaventurae , (Bibliotheca franciscana ascetica Medii Aevi; 3), Ad claras aquas (Quaracchi) prope Florentiam 1905 (2e éd.1939)
- Bienheureux Egidio d'Assise, Les dictons, édité par Nello Vian, Morcelliana, Brescia 1933
- Bienheureux Egidio d'Assise, Les dictons, la traduction et le prologue de Nello Vian, La vie et la pensée, Milan 1964 (2 éd.1990)
- Aegidius von Assisi, Die Weisheit des einfachen, ausgewählt, übersetzt, kommentiert und eingeleitet von Anton Rotzetter und Elisabeth Hug, Zürich 1980.  (ISBN 3545205177)
- Eliodoro Mariani, La sagesse du frère Egidio compagnon de Saint François, avec les paroles dans la transcription du code vulgaire du XVe siècle de la Bibliothèque Bertoliana de Vicence édité par Bortolo Brogliato, (Bibliotheca Franciscana sanctorum; 4), Vicenza 1982
- Vittorio Coletti, ligurien et toscan dans un texte de la fin du XIVe siècle (contient une adaptation ligurienne du Dicta beati Aegidii ), Casale Monferrato 1984
- Egidio di Assisi, The sayings, édité par Taddeo Bargiel, Padoue 2001.  (ISBN 88-250-0926-7)